# QTH-lokátor
A QTH-lokátor (UL = Universal Locator, WLS = World Locator System, Maidenhead Locator) valamely földrajzi pont kóddal történő leírására szolgáló koordinátarendszer.
Az állomás helyét kettő, négy, leggyakrabban hat, esetleg nyolc vagy tíz karakterből álló kifejezés határozza meg. A lokátor két betűvel kezdődik, ezeket követheti két számjegy, majd újabb két betű és újabb két számjegy, majd két betű. A helymeghatározás pontossága a kifejezés hosszával arányos.
Ezt a rendszert 1980-ban mutatták be Maidenheadben (London mellett), az európai VHF menedzserek találkozóján, és 1982-ben az IARU Region 1 Maidenhead Locator System néven fogadta el 1985. január 1-jei bevezetéssel. A Maidenhead Locator System a World Geodetic System 1984, röviden WGS-84 szerinti koordinátákat használja, hasonlóan a GPS-hez.
Minden, egy adott négyszögben található amatőrállomás úgy tekintendő, mintha egy négyszög középpontjában lenne (nem a délnyugati vagy valamely más sarkában, hanem a középpontjában!), 0 m tengerszint feletti magasságban (ASL 0). A kommunikáció folyamán az ASL értéke is megadásra kerülhet.
Sajátos, hogy míg általában [szélesség, hosszúság] sorrendű a koordináták megadása, itt fordított [hosszúság, szélesség, hosszúság, szélesség,…].

## Felosztása

### Mezők [0,1]
A UL helymeghatározási hálózat a Föld teljes felszínét 18 * 18 = 324 mezőre osztja.
[A,B,C,D,E,F,G,H,I,J,K,L,M,N,O,P,Q,R][A,B,C,D,E,F,G,H,I,J,K,L,M,N,O,P,Q,R]
vagyis az angol ABC nagybetűit használva [A-R][A-R]

### Négyszögek [2,3]
Valamennyi mező 10 * 10 = 100 négyszögre van osztva.
[A-R][A-R][0-9][0-9]
Az alábbi kép a JN mező felosztását ábrázolja:
Rövidhullámú és DX összeköttetések során leginkább a négyszög szintű helykoordinátát szokták átküldeni egymásnak az összeköttetést létesítő felek.
Az alábbi kép Magyarország négyszögszintű felosztását mutatja:

### Kisnégyszögek [4,5]
Ezeket további 24 * 24 = 576 további részre, kisnégyszögre osztják fel. Jelölésre az angol ABC karaktereit használják: [A,B,C,D,E,F,G,H,I,J,K,L,M,N,O,P,Q,R,S,T,U,V,W,X][A,B,C,D,E,F,G,H,I,J,K,L,M,N,O,P,Q,R,S,T,U,V,W,X] 
tehát: [A-R][A-R][0-9][0-9][A-X][A-X] formátumot használnak. Előfordulhat még az [A-R][A-R][0-9][0-9][a-x][a-x] forma is.  
Az alábbi képen a JN97 négyszög látható, kisnégyszögekre felosztva:
URH-összeköttetések alkalmával leggyakrabban a kisnégyszög szintű lokátorkockát szokták megadni. 

### Al-négyszögek [6,7]
További felosztás 10 * 10 = 100 részre, al-négyszögre, mikro-négyszögre történik. Az alábbi ábra a JN97MM kisnégyszög egy részét ábrázolja al-négyszögekre felosztva:

### [8,9]
Ezeket további 24 * 24 = 576 további kisebb részre is fel lehet osztani. A gyakorlatben ilyen pontosságot ritkán használnak. Az alábbi kép a méret szemléltetése céljából az Árpád-híd egy kis részét ábrázolja [8,9] kockákkal:
[8,9] szintű felosztást ritkán szoktak megadni, leginkább kitelepült állomásoknál szokott előfordulni.

## QTH-lokátor meghatározására alkalmas szoftverek

### Mobilalkalmazások
- HAM-GPS
- https://play.google.com/store/apps/details?id=hr.resetit.QTHLocator

### Online térképek
- https://www.egloff.eu/qralocator/
- http://fellegis.hu/terkepek/qth-locator.html